# HMS Pathfinder (G10)
Pour les autres navires du même nom, voir HMS Pathfinder.
Le HMS Pathfinder est un destroyer de classe P en service dans la Royal Navy pendant la Seconde Guerre mondiale.
Deuxième navire de guerre britannique à porter ce nom, le Pathfinder est mis sur cale le 5 mars 1940 aux chantiers navals Hawthorn Leslie and Company de Hebburn, dans la Tyne. Il est lancé le 10 avril 1941 et mis en service le 13 avril 1942.

## Historique
Le Pathfinder fut commandé par le commandant Edward Albert Gibbs (en) de janvier 1942 à novembre 1943, période durant laquelle il assista le destroyer Ithuriel à couler le sous-marin italien Cobalto, et coula le sous-marin allemand U-162 en compagnie des destroyers Vimy et Quentin durant la bataille des Caraïbes. Le Pathfinder prit part aux opérations de sauvetage de près de 5 000 survivants du transport de troupes Strathallan après son torpillage au large d'Oran, en Algérie. Il coula également l'U-203 avec l'aide d'un Swordfish du porte-avions Biter.
Le 11 février 1945, il est frappé par un chasseur-bombardier Ki-43 de l'armée impériale japonaise au large de Ramree à la suite duquel il est mis hors service. Il parvient cependant à rejoindre le Royaume-Uni en utilisant son moteur tribord. À son arrivée à Devonport, il est placé en réserve puis vendu à la société de démolition navale Howells pour sa mise au rebut qui débute en novembre 1948 à Milford Haven.

## Commandement
- Commander Edward Albert Gibbs (en) du 6 janvier 1942 à novembre 1943.
- Lieutenant commander Charles Wickham Malins en novembre 1943.
- Lieutenant commander Frederick William Hawkins de novembre 1943 à décembre 1943.
- Lieutenant Thomas Frederick Hallifax de décembre 1943 à la mi-1945.